# Cononedys stenura
Cononedys stenura är en tvåvingeart som först beskrevs av Friedrich Hermann Loew 1871.  Cononedys stenura ingår i släktet Cononedys och familjen svävflugor. Inga underarter finns listade i Catalogue of Life.